# Petros Cironis
Petros Cironis (12. července 1936 Glikoneri, Řecko – 2. října 2021) byl český historik řeckého původu, který se zabýval historií Rokycanska, ale také dějinami Řecka a česko-řeckými vztahy v 15. až 17. století. V letech 1961 až 2003 byl ředitelem Státního okresního archivu v Rokycanech. V letech 1967–1974 a 1992–2003 vydal 35 svazků sborníku Minulostí Rokycanska, jehož byl redaktorem a do něhož napsal většinu příspěvků.
Jeho manželkou byla historička Eva Cironisová, rozená Barborová, která řadu let pracovala jako archivářka Plzeňského Prazdroje. Historikem a archivářem je také jejich syn Petr Cironis.